# 人口红利
在經濟學上，人口紅利（英語：demographic dividend）是指因為勞動人口在總人口中的比例上升，所伴隨的經濟成長效應。它通常發生在人口转型時期晚期，此時因為生育率下降，使得受撫養的青幼年人口減少。當人口负担系数小于或等于50%，此時称为人口机会窗口期。

## 歷史
這個理論在1998年，首次由哈佛大學教授大卫·布鲁姆與杰弗瑞·威廉姆森所提出。這一派學者認為，人口紅利在亞洲四小龍與1990年代凯尔特之虎的經濟發展中扮演重要角色。這兩位經濟學家認為1965年至1990年東亞經濟增長（以人均收入衡量）中有至多三分之一都可能要歸功於人口結構變化所帶來的人口紅利。